# Lee Wallace (Schauspieler)

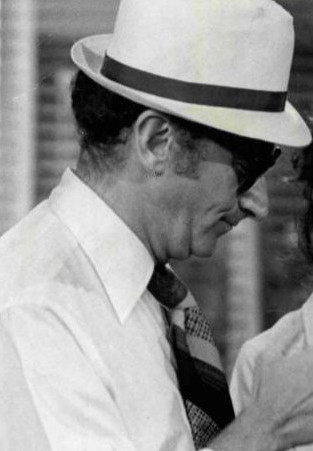
Lee Wallace

Lee Wallace (als Leo Melis; * 15. Juli 1930 in Brooklyn, New York City, New York; † 20. Dezember 2020 ebenda) war ein US-amerikanischer Bühnen- und Filmschauspieler.

## Leben
Wallace wirkte, überwiegend in den 1970er und 1980er Jahren, in zahlreichen Film- und Fernsehproduktionen mit. In Fernsehserien übernahm er häufig Nebenrollen in Einzelfolgen. Im selben Zeitraum wirkte er als Theaterschauspieler, unter anderem am Broadway.
Lee Wallace war ab Dezember 1974 mit der Schauspielerin Marilyn Chris verheiratet.

## Filmografie (Auswahl)

### Kino- und Fernsehfilme
- 1972: Vier schräge Vögel (The Hot Rock)
- 1974: Stoppt die Todesfahrt der U-Bahn 123 (The Taking of Pelham One Two Three)
- 1975: The Happy Hooker
- 1976: Diary of the Dead
- 1977: Thieves
- 1979: The Child Stealer
- 1979: Dann wären wir sechs (And Baby Makes Six)
- 1980: Moviola – Marilyn: Die Geburt einer Legende (This Year’s Blonde)
- 1980: Schütze Benjamin (Private Benjamin)
- 1980: Ein Baby im Haus (Baby Comes Home)
- 1982: Weltkrieg III (World War III)
- 1983: Daniel
- 1984: Concealed Enemies
- 1984: A Doctor’s Story
- 1985: War and Love
- 1986: Kojak – Kojaks Rückkehr / Jeder Mord hat seinen Preis (Kojak – The Price of Justice)
- 1989: Batman
- 1991: Intimate Stranger
- 1992: Die Herbstzeitlosen (Used People)
- 2005: Lucky (Kurzfilm)

### Auftritte in Fernsehserien
- 1977: Kojak – Einsatz in Manhattan (Kojak), Episode 100 „Zwischen zwei Feuern“ (Laid Off)
- 1977: Lou Grant Episode 54 „Nazi“ (in Deutschland bisher nicht gesendet)
- 1978: The Eddie Capra Mysteries, Episode 4 „And the Sea Shall Give Up Her Dead“
- 1979: Mrs. Columbo, Episode 5 „A Puzzle for Prophets“ und Episode 9 „The Valley Strangler“
- 1979: Paris, Episode 10 „The Ghost Maker“
- 1980: The Associates, Episode 9 „The Censors“
- 1981: Ryan’s Hope, fünf Episoden
- 1986: Kay O’Brien, Episode 12 „Reunion“
- 1986: Der Equalizer / Der Schutzengel von New York (The Equalizer), Episode 21 „Mörderische Karriere“ (Unpunished Crimes)
- 1987: Kate & Allie, Episode 71 „Send Me No Flowers“
- 1992: Law & Order, Episode 42 „Tödlicher Wettbewerb“ (Intolerance)